# Uyên ương
Uyên ương (danh pháp hai phần: Aix galericulata) là một loài vịt đậu cây kích thước trung bình, có quan hệ họ hàng gần gũi với vịt Carolina ở Bắc Mỹ.

## Đặc điểm và phổ biến
Kích thước chiều dài của nó là 41–49 cm và sải cánh dài 65–75 cm.
Con trống (còn gọi là uyên) có bộ lông sặc sỡ khó nhầm lẫn. Nó có mỏ đỏ, vệt lông hình lưỡi liềm lớn màu trắng phía trên mắt và mặt đỏ cùng "ria". Ngực màu tía với hai sọc trắng theo chiều dọc, hai hông hung hung đỏ, với hai cụm lông giống như hai lá buồm màu da cam ở lưng. Con mái (còn gọi là ương) trông tương tự như con mái của vịt Carolina, với vành khuyên màu trắng quanh mắt và sọc chạy ngược về phía sau từ mắt, nhưng nhạt dần, nó có sọc nhỏ màu trắng bên hông và đầu mỏ nhạt màu.
Loài này đã từng phổ biến ở miền đông châu Á, nhưng sự xuất khẩu ở quy mô lớn và sự phá hủy môi trường sinh sống miền rừng của nó đã làm suy giảm quần thể uyên ương tại miền đông Nga và tại Trung Quốc xuống dưới 1.000 đôi, mặc dù tại Nhật Bản có thể còn khoảng 5.000 đôi.
Các mẫu vật sống thường thoát ra khỏi các bộ sưu tập và trong thế kỷ XX một quần thể hoang dã với số lượng khoảng 1.000 đôi đã xuất hiện tại Vương quốc Anh. Mặc dù nó có ý nghĩa lớn trong việc bảo tồn, nhưng loài vịt này không được bảo vệ tại đây do loài này không là loài bản địa. Một cá thể uyên ương trống được đặt tên là Mandarin Patinkin, đã được nhìn thấy ở Công viên Trung tâm Thành phố New York đầu tháng 10/2018.
Trong tự nhiên, uyên ương sinh sản trong các khu vực nhiều cây cối gần các ao, hồ nước nông, đầm lầy. Chúng làm tổ thành các hốc trên cây, gần với mặt nước. Con trống không chăm lo gì đến việc ấp và bảo vệ trứng, nó để mặc cho con mái tự làm lấy việc này. Tuy nhiên, trái với các loài vịt khác, uyên ương trống không bỏ rơi gia đình, nó chỉ tạm thời rời bỏ con mái trong thời gian ấp trứng và sẽ quay trở lại khi trứng đã nở. Ngay sau khi uyên ương con nở ra, mẹ chúng bay xuống đất và kêu để giục các con rời tổ. Sau đó các uyên ương con sẽ theo mẹ đến một vùng nước gần đó, nơi chúng sẽ thường xuyên gặp mặt cha mình - lúc này uyên ương cha đã quay trở về và bảo vệ con cái cùng mẹ chúng. Nếu như uyên ương cha không có mặt thì nhiều khả năng nó đã chết trong quá trình rời nhà trước đó. Quần thể châu Á là chim di trú, chúng trú đông tại các vùng đất thấp ở miền đông Trung Quốc và miền nam Nhật Bản.
Uyên ương kiếm ăn bằng cách bơi lội hay đi lại trên mặt đất. Chúng chủ yếu ăn các loại rau cỏ và hạt, đặc biệt là quả sồi. Chúng đi kiếm ăn lúc chạng vạng hay rạng đông, còn ban ngày thì đậu trên cây hay ở dưới mặt đất để nghỉ ngơi.
Chúng có thể tạo thành các bầy nhỏ trong mùa đông, nhưng ít khi thấy chúng tụ tập cùng các loài vịt khác.

## Thuần hóa
Uyên ương được biết đến và được tôn sùng tại châu Á từ trước công nguyên. Người phương Tây nhanh chóng nhận ra chúng khi họ xuất hiện tại khu vực Đông Á – những đôi uyên ương nuôi nhốt được đưa sang châu Âu có lẽ từ đầu thế kỷ XVIII. Uyên ương khá dễ nuôi cũng như dễ sinh đẻ và vì thế được nhiều người chăn nuôi trong các khu bảo tồn phục vụ cho săn bắn/du lịch cũng như trong các vườn bách thú.

## Văn hóa dân gian
Người Trung Quốc cũng như người Việt Nam đều gọi loài này là uyên ương (tiếng Trung giản thể: 鸳鸯, phồn thể: 鴛鴦, bính âm: yuān yāng), con trống được gọi là uyên và con mái là ương. Chúng thường xuyên được thể hiện trong nghệ thuật phương Đông và nó được coi là biểu tượng của hạnh phúc và chung thủy trong hôn nhân.
Tục ngữ Trung Hoa sử dụng uyên ương làm phép ẩn dụ để chỉ các cặp đôi yêu nhau: "Uyên ương hí thủy" (tiếng Trung giản thể: 鸳鸯戏水, phồn thể: 鴛鴦戲水, bính âm: yuān yāng xì shǔi). Biểu tượng uyên ương cách điệu hóa cũng được sử dụng trong các đám cưới của người Trung Quốc. Thời xưa, những đôi uyên ương được dùng làm quà tặng tại đám cưới ở Trung Quốc như là biểu tượng của lòng chung thủy.

## Thư viện ảnh

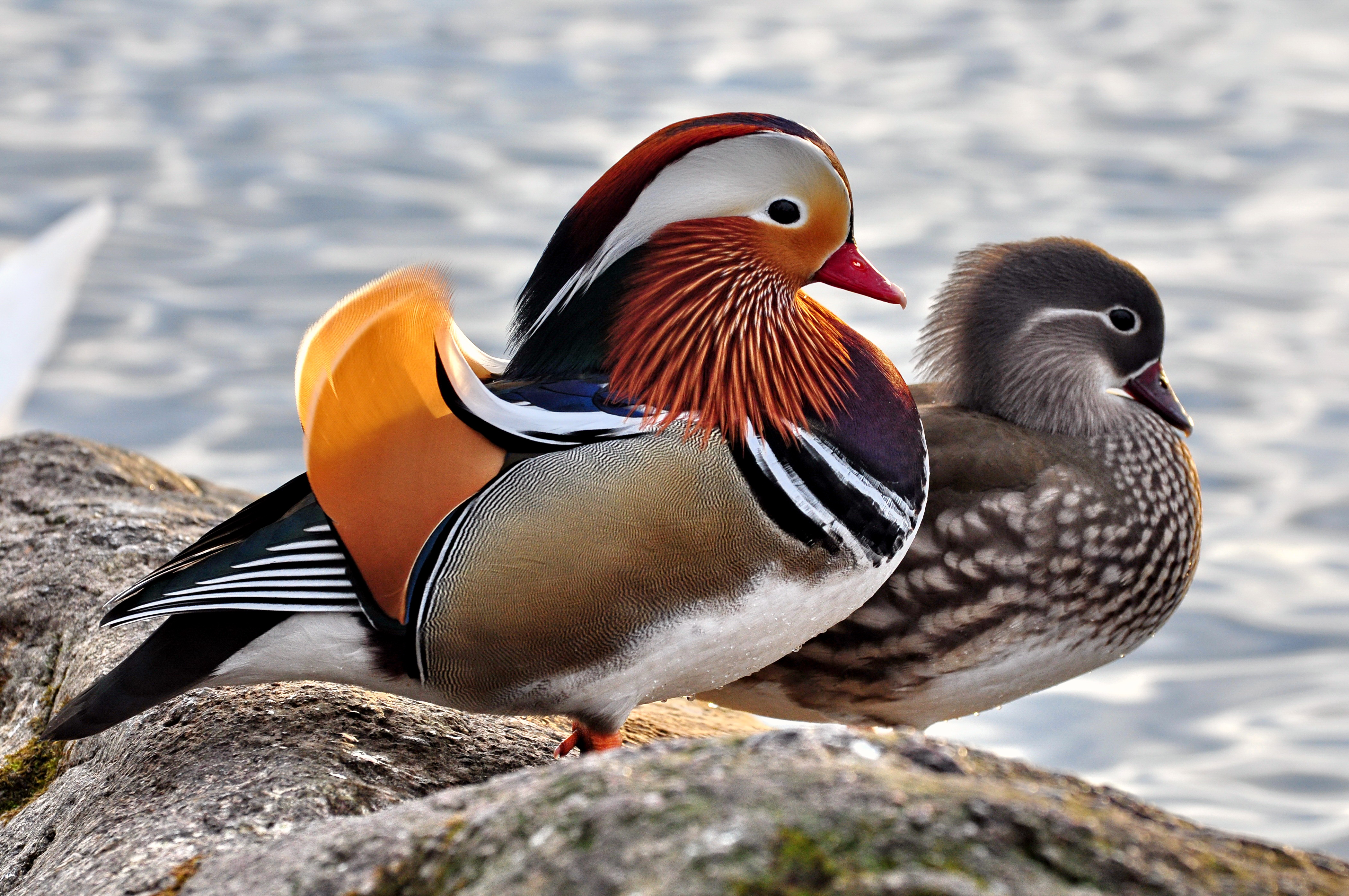
Một cặp uyên ương tại Thụy Sĩ
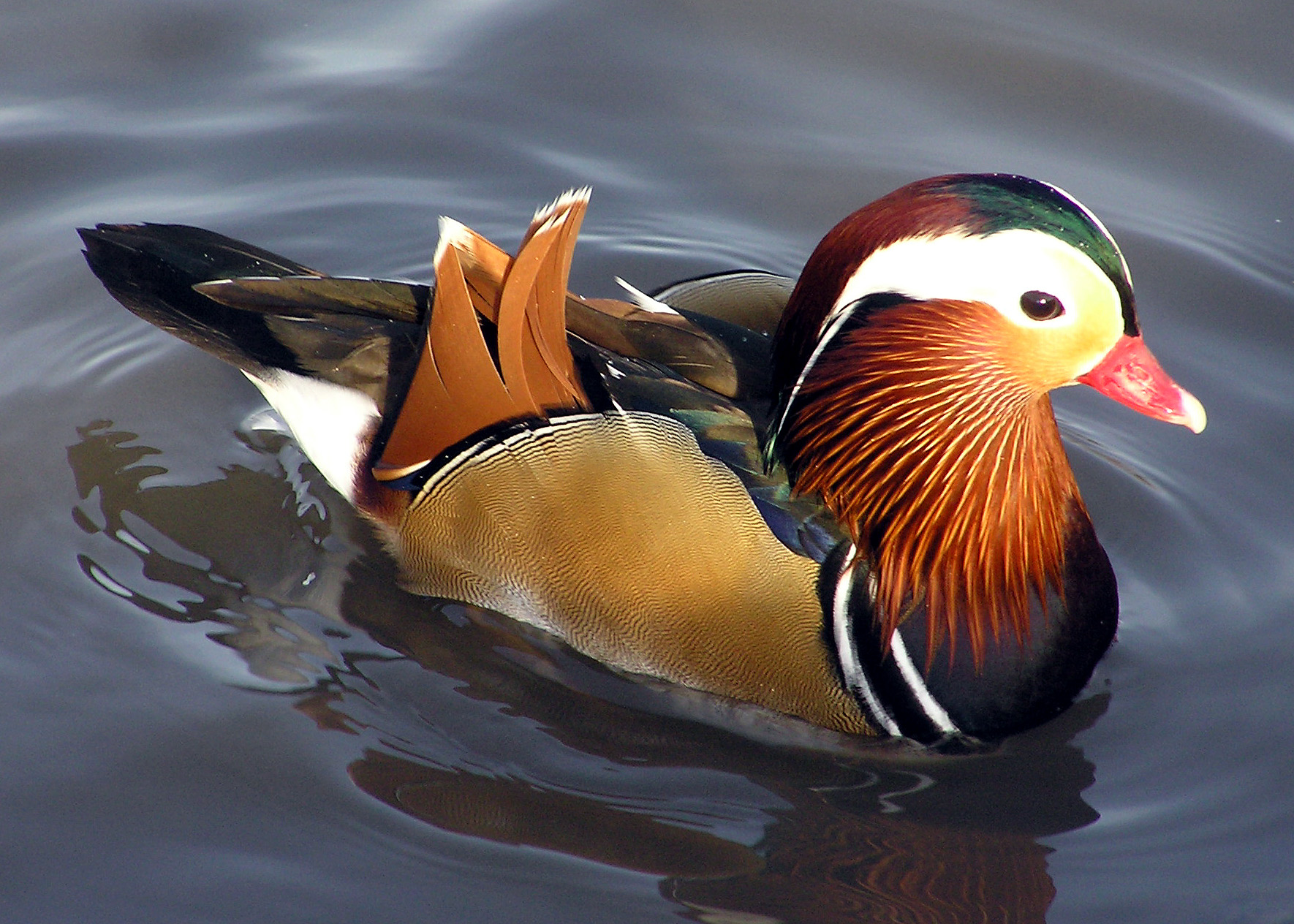
Con trống (uyên)
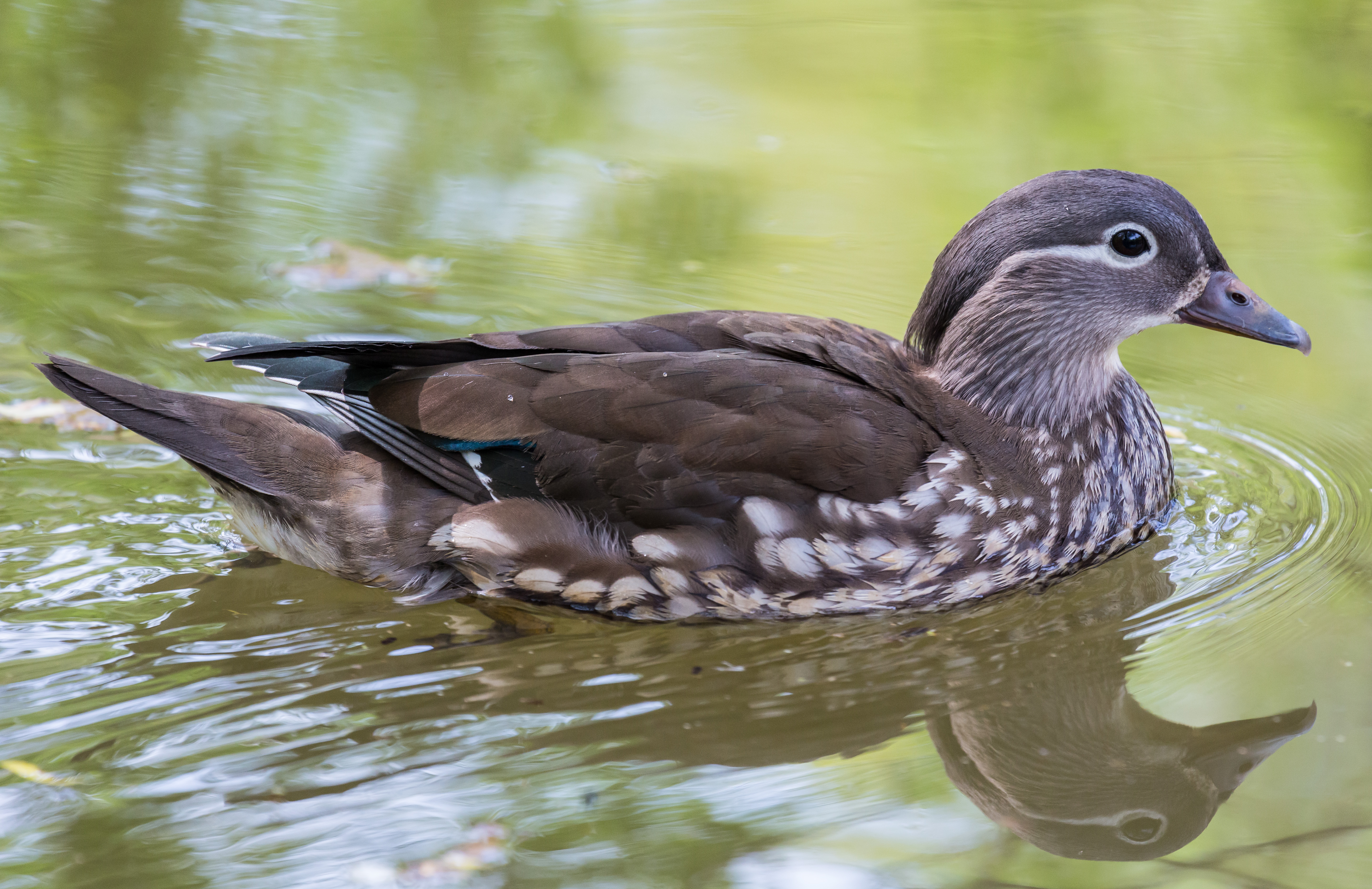
Con mái (ương)
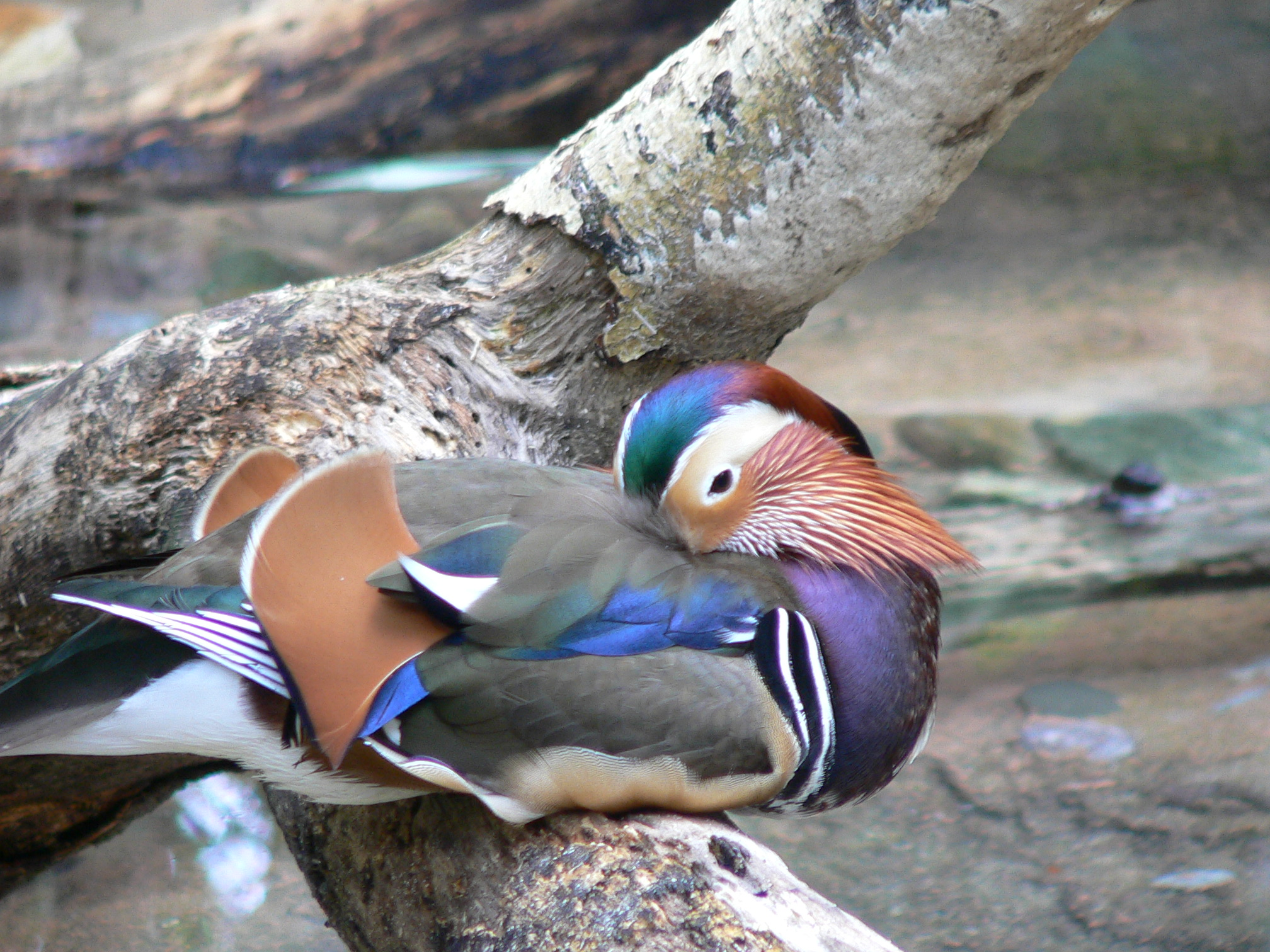
Con trống
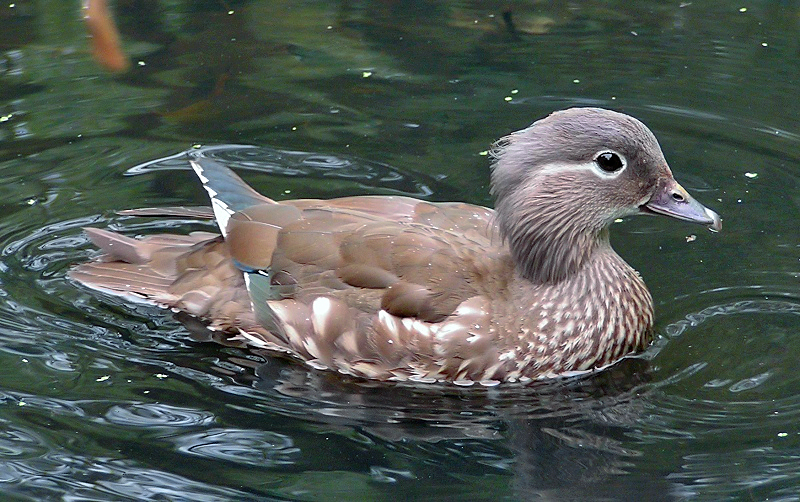
Con mái
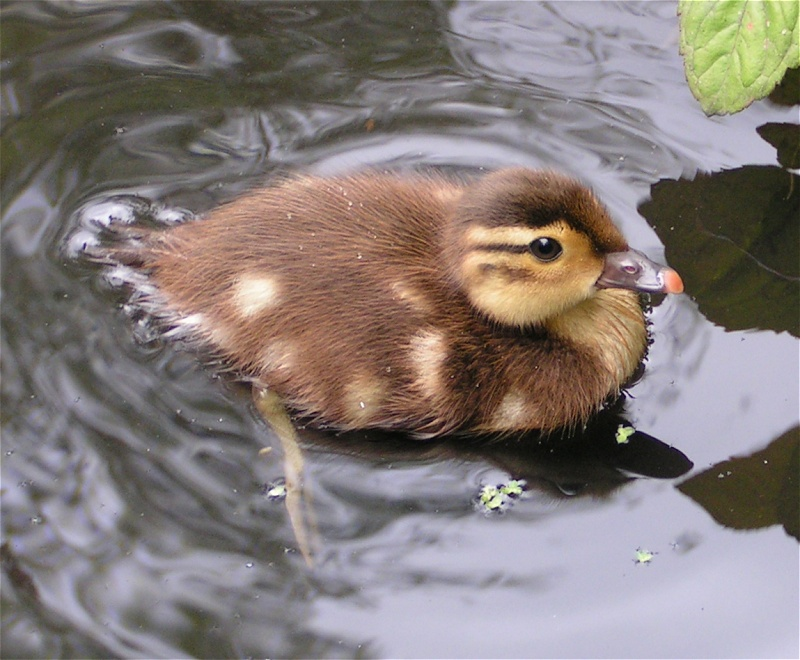
Con non
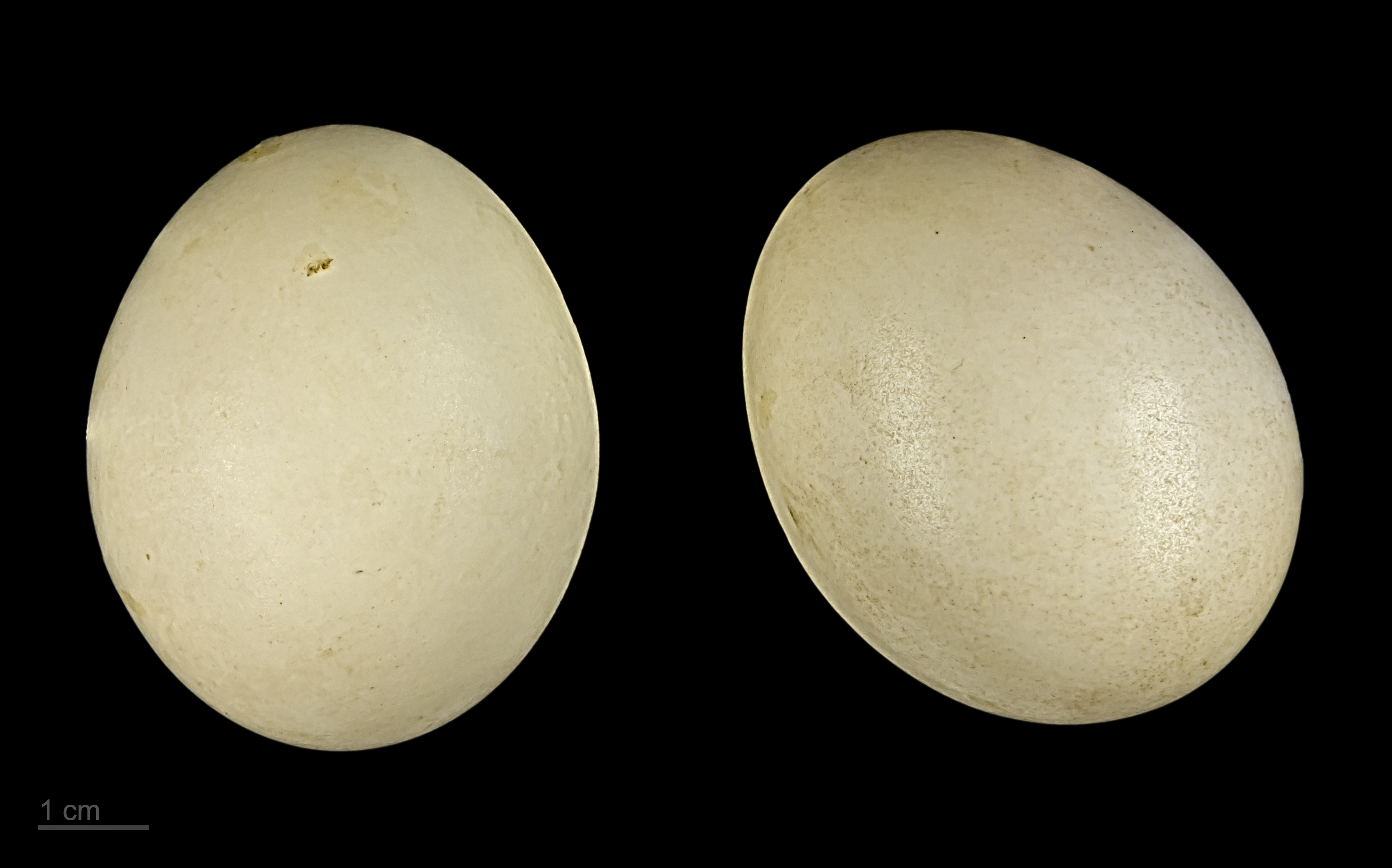
Museum specimen